# العلاقات الموزمبيقية المولدوفية
العلاقات الموزمبيقية المولدوفية هي العلاقات الثنائية التي تجمع بين موزمبيق ومولدوفا.

## مقارنة بين البلدين
هذه مقارنة عامة ومرجعية للدولتين:
| وجه المقارنة                                              | موزمبيق          | مولدوفا                           |
| --------------------------------------------------------- | ---------------- | --------------------------------- |
| المساحة (كم2)                                             | 801.59 ألف       | 33.85 ألف                         |
| عدد السكان (نسمة)                                         | 29.67 مليون      | 2.55 مليون                        |
| الكثافة السكانية (ن./كم²)                                 | 37.01            | 75.33                             |
| العاصمة                                                   | مابوتو           | كيشيناو                           |
| اللغة الرسمية                                             | اللغة البرتغالية | اللغة المولدوفية، اللغة الرومانية |
| العملة                                                    | متكال موزمبيقي   | ليو مولدوفي                       |
| الناتج المحلي الإجمالي (بليون دولار)                      | 12.33 مليار      | 8.13 مليار                        |
| الناتج المحلي الإجمالي (تعادل القوة الشرائية) بليون دولار | 33.35 مليار      | 17.94 مليار                       |
| الناتج المحلي الإجمالي الاسمي للفرد دولار أمريكي          | 529              | 3.65 ألف                          |
| الناتج المحلي الإجمالي للفرد دولار أمريكي                 | 1.13 ألف         | 4.98 ألف                          |
| مؤشر التنمية البشرية                                      | 0.416            | 0.693                             |
| رمز المكالمات الدولي                                      | +258             | +373                              |
| رمز الإنترنت                                              | .mz              | .md                               |
| المنطقة الزمنية                                           | ت ع م+02:00      | ت ع م+02:00، ت ع م+03:00          |

## مدن متوأمة
في ما يلي قائمة باتفاقيات التوأمة بين مدن موزمبيقية ومولدوفية:
- ترتبط بيرا مع بيندر باتفاقية توأمة.

## منظمات دولية مشتركة
يشترك البلدان في عضوية مجموعة من المنظمات الدولية، منها:
| علم المنظمة | اسم المنظمة                               | تاريخ انضمام موزمبيق | تاريخ انضمام مولدوفا |
| ----------- | ----------------------------------------- | -------------------- | -------------------- |
|             | الاتحاد البريدي العالمي                   | ?                    | ?                    |
|             | مؤسسة التنمية الدولية                     | 24 سبتمبر 1984       | 14 يونيو 1994        |
|             | منظمة حظر الأسلحة الكيميائية              | ?                    | ?                    |
|             | منظمة التجارة العالمية                    | ?                    | ?                    |
|             | الأمم المتحدة                             | 16 سبتمبر 1975       | 2 مارس 1992          |
|             | وكالة ضمان الاستثمار متعدد الأطراف        | 23 نوفمبر 1994       | 9 يونيو 1993         |
|             | منظمة الشرطة الجنائية الدولية             | ?                    | ?                    |
|             | مؤسسة التمويل الدولية                     | 24 سبتمبر 1984       | 10 مارس 1995         |
|             | الاتحاد الدولي للاتصالات                  | 4 نوفمبر 1975        | 20 أكتوبر 1992       |
|             | البنك الدولي للإنشاء والتعمير             | 24 سبتمبر 1984       | 12 أغسطس 1992        |
|             | المركز الدولي لتسوية المنازعات الاستشارية | 7 يوليو 1995         | 4 يونيو 2011         |
|             | يونسكو                                    | 11 أكتوبر 1976       | 27 مايو 1992         |

## وصلات خارجية
- موقع وزارة الخارجية الموزمبيقية
- موقع وزارة الخارجية المولدوفية